# Amphineurus (Amphineurus) kingi
Amphineurus (Amphineurus) kingi is een tweevleugelige uit de familie steltmuggen (Limoniidae). De soort komt voor in het Australaziatisch gebied.